# Château de Chiffrevast
Le château de Chiffrevast est une demeure, du début du XVIIe siècle, qui se dresse à l'emplacement d'une forteresse médiévale, sur le territoire de la commune française de Tamerville, dans le département de la Manche, en région Normandie. L'édifice est partiellement protégé au titre des monuments historiques.

## Localisation
Le château est situé à 2,3 kilomètres à l'ouest de l'église Notre-Dame-de-l'Assomption de Tamerville, dans le département français de la Manche.

## Historique
Trois châteaux ont été élevés au même emplacement. Le premier bâti au XIe siècle. En 1066, un seigneur de Chiffrevast pris part à la conquête de l'Angleterre.
Le 3 mars 1354, le château possession de Nicolas de Chiffrevast, seigneur du lieu, est ravagé, les animaux tués, les bâtiments démolis, les meubles brûlés, ainsi que les chartes, par le seigneur de Saint-Sauveur-le-Vicomte Geoffroy d'Harcourt, sous le prétexte qu'un des hommes de Nicolas de Chiffrevast, sous la protection royale et capitaine du château de Cherbourg, avait tué par méprise une biche apprivoisée de Geoffroy. Ce dernier réunit une troupe de cinq cents personnes à pied et à cheval ; parmi eux Philippe d'Ussy, Raoul Patrix, Nicolas Boudet, seigneur de Crosville, Jean de Forges, Amauri de Garancières, Jean Guiffre, seigneur de Gatteville avec ses frères Geoffroy et Julien, les deux frères Richard de Grouville, Jean de La Haye, du Rozel, Raoul d'Harcourt, Guillaume Prudhommet et son frère, les prêtres Robert de Tollevast et Nicolas du Val. Il ne reste debout alors qu'une grange, un pressoir et le colombier. Les manoirs du Val de Sie (Le Valdécie), de Bricquebosq, de Prêteville, de Barnavast, les moulins d'Huberville et de Banville, subissent le même sort,.
Un second château est construit vers 1450 par François d'Anneville. En 1618, Hervé d'Anneville, fils de Guillaume d'Anneville, rase les restes du second château afin de le reconstruire. Son épouse, Renée de Crosville, décédera en 1625. Le 26 juillet 1635, il marie sa fille Charlotte d'Anneville avec Robert de Gourmont dans la nouvelle chapelle avec l'accord de l'évêque de Coutances.
Pendant la période révolutionnaire, son propriétaire, François Henri d'Anneville, comte de Chiffrevast, sera exécuté place de la Révolution à Paris le lundi 7 juillet 1794. Après la Révolution, Charles-François Lebrun, duc de Plaisance, architrésorier et prince de l'Empire, déjà possesseur d'une propriété contiguë, fait l'acquisition du château mais n'y résidera jamais. Le domaine passe ensuite successivement à son troisième fils, le baron de Plaisance, puis à sa petite-fille, Camille de Plaisance, épouse du comte Napoléon Daru, ministre du second Empire. À la fin du XIXe siècle, Eugène Bretel s'installe à Chiffrevast et meuble le château à son goût.

## Description
Le château actuel, de style Louis XIII, achevé en 1618, remanié au cours du XVIIIe siècle, dans l'esprit du XVIIe siècle, est doté de dépendances et entouré de jardins entre 1649 et 1728.
Le château de Chiffrevast, bâti au centre d'un vaste parc à l'anglaise, se présente sous la forme d'un corps central avec quatre pavillons en saillie. On accède à la demeure par un pont en pierre. Le château s'éclaire par des fenêtres à meneaux sans mouluration, ou des petites fenêtres carrées jumelles, surmontées de fronton triangulaire. Des lucarnes doubles en plein cintre surmontées de frontons éclairent les combles sous un toit à forte pente.
Sur la façade, on peut voir un écu timbré d'un casque morné (visière abaissé) surmonté d'un cimier, soutenu par deux lions affrontés, qui figure les armes de la famille d'Anneville : d'argent semé d'hermines à la fasce de gueules, selon la confirmation du titre de noblesse faite en 1666 à Guillaume d'Anneville. Toujours en façade, des armoiries, postérieures à 1793, celles qui se trouvaient dans les triangles au-dessus des fenêtres ayant été bûchées, surmontées d'une couronne de marquis, représentent les armes de François d'Anneville (1651-1709) et de son épouse (1683) Marie-Gabrielle Poërier : d'azur au chevron d'or accompagné en chef de deux étoiles d'argent et en pointe d'un croissant de même.
Le parc, recomposé au XIXe siècle, est inscrit au pré-inventaire des jardins remarquables. Les communs ont été aménagés à la même époque.
Les châteaux de Chiffrevast, de Sotteville, de Crosville et de Saint-Martin-le-Hébert présentent une certaine analogie tant du point de vue architecturale que décoratifs, qui laisse penser que ces constructions « monumentales » appartiennent à une même école architecturale dite « école cotentinaise », couvrant la fin du XVIe et le début du XVIIe siècle.

## Protection
Au titre des monuments historiques :
- le potager et le parc avec ses bois, ses herbages, ses étangs, ses aménagements hydrauliques et les statues et vases sont inscrits par arrêté du 26 octobre 1993 ;
- les façades et toitures du château et de l'ensemble des bâtiments du parc de Chiffrevast, y compris la glacière, les vestiges du lavoir et la fontaine, mais à l'exclusion du bâtiment de l'ancienne laiterie ; la cour d'honneur avec son escalier ; les douves sèches avec leurs murs et leur pont ; les portes d'entrée avec leurs piliers et leurs grilles ; les murs de clôture du potager ainsi que le décor architectural du parc avec ses murs d'enceinte, piliers et balustrades, à l'exclusion des statues et des vases sont classés par arrêté du 18 mars 1996.